# エイトク (クレーター)
エイトク（英: Eitoku）は、太陽系の第1惑星である水星の表面に存在するクレーターの1つである。直径は約100 km。水星のクレーターの多くは、作家や芸術家に由来した命名がなされており、このクレーターの名称は日本の絵師狩野永徳に由来する。